# حق برداشت ویژه
حق برداشت ویژه (به انگلیسی: Special drawing rights) (به اختصار SDR؛ کد ایزوی XDR) دارایی‌های مکمل ذخیره‌های ارزی است که صندوق بین‌المللی پول آن را تعریف و نگهداری می‌کند. حق برداشت ویژه واحد محاسبه به‌کاررفته صندوق بین‌المللی پول است و خودشان مستقلاً ارز به‌شمار نمی‌آید. آنها نمایانگر ادعایی بر ارزهایی هستند که توسط کشورهای عضو صندوق بین‌المللی پول نگهداری می‌شود و می‌توانند با آنها مبادله شوند. حق برداشت ویژه در سال ۱۹۶۹ ایجاد شدند تا به عنوان مکمل کمبود دارایی‌های ذخیره ارزی برگزیده، یعنی طلا و دلار آمریکا، عمل کنند. کد ارزی ایزو ۴۲۱۷ برای حقوق برداشت ویژه XDR و کد عددی آن ۹۶۰ است.
صندوق بین‌المللی پول به کشورهای عضو حق برداشت ویژه اختصاص می‌دهد و اشخاص خصوصی نمی‌توانند آنها را نگهداری یا به کار گیرند. تعداد واحدهای موجود حق برداشت ویژه در اوت ۲۰۰۹ حدود ۲۱٫۴ میلیارد XDR بود. در طول بحران مالی جهانی ۲۰۰۹، مبلغی معادل ۱۸۲٫۶ میلیارد XDR به عنوان «ایجاد نقدینگی در سیستم اقتصادی جهانی و مکمل ذخایر رسمی کشورهای عضو «تخصیص داده شد. تا اکتبر ۲۰۱۴، تعداد حق برداشت‌های ویژه موجود به ۲۰۴ میلیارد XDR رسید. به دلیل فشار اقتصادی ناشی از دنیاگیری کوید-۱۹، برخی از اقتصاددانان و چندین وزیر مالیه کشورهای فقیر خواستار تخصیص جدیدی به ارزش ۴ تریلیون دلار برای حمایت از اقتصاد کشورهای عضو شده‌اند تا بهبود پیدا کنند. در مارس ۲۰۲۱، گروه G24 و دیگران پیشنهاد تخصیص ۵۰۰ میلیارد دلار برای این هدف را مطرح کردند. در پاسخ، مبلغ ۴۵۶٫۵ میلیارد XDR (حدود ۶۵۰ میلیارد دلار) در ۲۳ اوت ۲۰۲۱ تخصیص داده شد.
ارزش یک حق برداشت ویژه بر پایه سبدی از ارزهای کلیدی بین‌المللی است که صندوق بین‌المللی پول هر پنج سال آن را بازبینی می‌کند. وزن‌های اختصاص یافته به ارزهای سبد XDR بر اساس اهمیت فعلی آنها از نظر تجارت بین‌المللی و ذخایر ارزی ملی تنظیم می‌شود. از آگوست ۲۰۲۳، سبد XDR شامل پنج ارز به نسبت‌های زیر است: دلار آمریکا ۴۳٫۳۸٪، یورو ۲۹٫۳۱٪، یوان چین ۱۲٫۲۸٪، ین ژاپن ۷٫۵۹٪ و پوند استرلینگ بریتانیا ۷٫۴۴٪.
در حالی که کد ارزی ایزو ۴۲۱۷ برای حقوق برداشت ویژه XDR است، این دارایی‌ها اغلب به اختصار حق برداشت ویژه نامیده می‌شوند. این نام به عنوان یک مصالحه بین طرف‌هایی که خواهان یک ارز بین‌المللی و آنهایی که به دنبال یک تسهیلات اعتباری بودند، انتخاب شد. کشورهای عضو که حق برداشت ویژه دریافت می‌کنند، موظف به نگهداری تعداد معینی از XDRها هستند. اگر یک کشور از بخشی از تخصیص خود استفاده می‌کرد، انتظار می‌رفت که موجودی XDR خود را مجدداً تأمین کند. از آنجا که بندهای بازسازی در سال ۱۹۸۱ لغو شدند، اکنون XDR کمتر شبیه اعتبارات مالی است. کشورها هنوز انتظار می‌رود که سطح معینی از XDRهای خود را حفظ کنند، اما جریمه برای پایین رفتن میزان XDR از حداقل میزان تخصیص‌داده‌شده کمتر از گذشته است.
نام این دارایی ممکن است از یک پیشنهاد اولیه برای «برداشت ذخیره رزرو» از صندوق بین‌المللی پول سرچشمه گرفته باشد. واژه «ذخیره» سپس با واژه «ویژه» جایگزین شد زیرا این ایده که صندوق بین‌المللی پول یک دارایی ذخیره ارزی ایجاد کند، بحث‌برانگیز شده بود.

## تعریف ارزش

### سبد ارز
صندوق بین‌المللی پول برای تعیین ترکیب XDR چندین ارز مهم برای سیستم‌های تجاری و مالی جهانی را در نظر می‌گیرد. اهمیت یک ارز در حال حاضر با دو عامل اندازه‌گیری می‌شود: میزان صادرات فروخته شده به آن ارز، و اینکه آیا آن ارز به عنوان «قابل استفاده آزادانه» در نظر گرفته می‌شود (این امر با استفاده از آن به عنوان دارایی ذخیره ارزی و میزان استفاده گسترده آن در معاملات بین‌المللی تعیین می‌شود).
تعریف سبد XDR برای پنج سال معتبر است. تقریباً یک تا دو ماه پیش از پایان این دوره زمانی، هیئت اجرایی IMF سبد XDR را بازنگری می‌کند؛ ارزهای شامل شده و همچنین وزن آنها ممکن است تغییر کنند. تغییر تعریف ارزش XDR نیاز به حداقل ۷۰٪ آرا میان اعضای IMF دارد. تغییرات در پایان دوره پنج ساله (یک تا دو ماه پس از بازنگری هیئت) اعمال می‌شود. یک روز کاری قبل از اجرای تغییرات، وزن‌های تازه تعریف‌شده به مقادیر ارزی تبدیل می‌شوند که بر اساس میانگین نرخ ارز طی سه ماه گذشته محاسبه شده‌اند، به گونه‌ای که ارزش XDR به دلار آمریکا قبل و بعد از تغییر یکسان بماند. سپس مقادیر ارزی برای دوره پنج ساله ثابت باقی می‌مانند.
IMF این حق را برای خود محفوظ می‌دارد که در صورت لزوم بازنگری را کمتر از پنج سال انجام دهد اگر به این نتیجه برسد که سبد فعلی دیگر «اهمیت نسبی ارزها در سیستم‌های تجاری و مالی جهانی» را منعکس نمی‌کند؛ همچنین حق دارد بازنگری‌ها را به تأخیر بیندازد. اگر هر یک از این دو مورد اتفاق بیفتد (که باعث شود تعریف قدیمی برای کمتر یا بیشتر از پنج سال معتبر باشد)، تعریف جدید همچنان برای یک دوره کامل پنج ساله معتبر خواهد بود.

### ارزش گذاری تاریخی
در زمان ایجاد XDR در سال ۱۹۶۹، دلار ایالات متحده توسط استاندارد طلا پشتیبانی می‌شد و XDR در ۱/۳۵ تروی اونس طلا یا دقیقاً ۱ دلار آمریکا ثابت بود. پس از شوک نیکسون در سال ۱۹۷۱ و در طی فروپاشی سیستم برتون وودز بین سال‌های ۱۹۷۱ و ۱۹۷۳، XDR در ابتدا در ۱ دلار آمریکا باقی ماند (حتی با کاهش ارزش آن نسبت به طلا به ۱/۳۸ اونس تروی در سال ۱۹۷۲ و ۱/۴۲٫۲۲ تروی. اونس در سال ۱۹۷۳). در ۱ ژوئیه ۱۹۷۴، XDR با یک سبد ارزی ۱۶ ارزی تعریف شد.
در ۱ ژانویه ۱۹۸۱، برنامه پنج ساله معرفی شد و سبد XDR به پنج ارز کاهش یافت: دلار آمریکا، مارک آلمان، فرانک فرانسه، پوند بریتانیا و ین ژاپن. وقتی یورو در ژانویه ۱۹۹۹ معرفی شد، جایگزین مارک آلمان و فرانک فرانسه شد و سبد شامل چهار ارز بود.
در نوامبر ۲۰۱۰، صندوق بین‌المللی پول تعیین کرد که رنمینبی چین نیاز صادرات را برآورده می‌کند، اما معیار «قابل استفاده آزادانه» را ندارد و بنابراین در سبد XDR که از ۱ ژانویه ۲۰۱۱ اجرایی می‌شد، گنجانده نشد. در نوامبر ۲۰۱۵، صندوق بین‌المللی پول اعلام کرد که یوان اکنون معیار «قابل استفاده آزادانه» را برآورده می‌کند و در تعریف سبد بعدی گنجانده خواهد شد و اندازه آن را به پنج ارز بازمی‌گرداند. تاریخ اجرایی بازنگری به ۱ اکتبر ۲۰۱۶ به تعویق افتاد تا به کاربران زمان کافی برای سازگاری داده شود. در سال ۲۰۱۶، یوان با وزنی معادل ۱۰٫۹٪ به سبد اضافه شد: ۲۵۹
در مارس ۲۰۲۱، صندوق بین‌المللی پول اعلام کرد که ارزیابی مجدد بعدی، که معمولاً برای ۱ اکتبر ۲۰۲۱ برنامه‌ریزی شده بود، به اول اوت ۲۰۲۲ به تعویق افتاد تا از تغییر تعریف سبد در طول دنیاگیری کووید-۱۹ جلوگیری شود.
| دوره      | XAU         | XAU          | XAU         | XAU         | XAU         | XAU         | XAU         | XAU         | XAU         | XAU         | XAU         | XAU          | XAU         | XAU         | XAU         | XAU         |
| --------- | ----------- | ------------ | ----------- | ----------- | ----------- | ----------- | ----------- | ----------- | ----------- | ----------- | ----------- | ------------ | ----------- | ----------- | ----------- | ----------- |
| ۱۹۶۹–۱۹۷۱ | ۱/۳۵ (۱۰۰٪) | ۱/۳۵ (۱۰۰٪)  | ۱/۳۵ (۱۰۰٪) | ۱/۳۵ (۱۰۰٪) | ۱/۳۵ (۱۰۰٪) | ۱/۳۵ (۱۰۰٪) | ۱/۳۵ (۱۰۰٪) | ۱/۳۵ (۱۰۰٪) | ۱/۳۵ (۱۰۰٪) | ۱/۳۵ (۱۰۰٪) | ۱/۳۵ (۱۰۰٪) | ۱/۳۵ (۱۰۰٪)  | ۱/۳۵ (۱۰۰٪) | ۱/۳۵ (۱۰۰٪) | ۱/۳۵ (۱۰۰٪) | ۱/۳۵ (۱۰۰٪) |
|           | USD         |              |             |             |             |             |             |             |             |             |             |              |             |             |             |             |
| ۱۹۷۱–۱۹۷۴ | ۱٫۰ (۱۰۰٪)  | ۱٫۰ (۱۰۰٪)   | ۱٫۰ (۱۰۰٪)  | ۱٫۰ (۱۰۰٪)  | ۱٫۰ (۱۰۰٪)  | ۱٫۰ (۱۰۰٪)  | ۱٫۰ (۱۰۰٪)  | ۱٫۰ (۱۰۰٪)  | ۱٫۰ (۱۰۰٪)  | ۱٫۰ (۱۰۰٪)  | ۱٫۰ (۱۰۰٪)  | ۱٫۰ (۱۰۰٪)   | ۱٫۰ (۱۰۰٪)  | ۱٫۰ (۱۰۰٪)  | ۱٫۰ (۱۰۰٪)  | ۱٫۰ (۱۰۰٪)  |
|           | USD         | DEM          | GBP         | FRF         | ITL         | JPY         | CAD         | NLG         | BEF         | SAR         | ESP         | AUD          | SEK         | IRR         | NOK         | ATS         |
| ۱۹۷۴–۱۹۸۰ | ۰٫۴ (۳۲٫۶٪) | ۰٫۳۲ (۱۰٫۲٪) | ۰٫۰۵ (۹٫۷٪) | ۰٫۴۲ (۷٫۱٪) | ۵۲٫۰ (۶٫۶٪) | ۲۱٫۰ (۶٫۰٪) | ۰٫۰۷ (۵٫۹٪) | ۰٫۱۴ (۴٫۳٪) | ۱٫۶ (۳٫۵٪)  | ۰٫۱۳ (۳٫۰٪) | ۱٫۵ (۲٫۱٪)  | ۰٫۰۱۷ (۲٫۱٪) | ۰٫۱۱ (۲٫۱٪) | ۱٫۷ (۲٫۰٪)  | ۰٫۱ (۱٫۵٪)  | ۰٫۲۸ (۱٫۳٪) |

|           | USD         | DEM         | FRF         | JPY        | GBP          |
| --------- | ----------- | ----------- | ----------- | ---------- | ------------ |
| ۱۹۸۱–۱۹۸۵ | ۰٫۵۴ (۴۲٪)  | ۰٫۴۶ (۱۹٪)  | ۰٫۷۴ (۱۳٪)  | ۳۴٫۰ (۱۳٪) | ۰٫۰۷۱ (۱۳٪)  |
| ۱۹۸۶–۱۹۹۰ | ۰٫۴۵۲ (۴۲٪) | ۰٫۵۲۷ (۱۹٪) | ۱٫۰۲ (۱۲٪)  | ۳۳٫۴ (۱۵٪) | ۰٫۰۸۹۳ (۱۲٪) |
| ۱۹۹۱–۱۹۹۵ | ۰٫۵۷۲ (۴۰٪) | ۰٫۴۵۳ (۲۱٪) | ۰٫۸ (۱۱٪)   | ۳۱٫۸ (۱۷٪) | ۰٫۰۸۱۲ (۱۱٪) |
| ۱۹۹۶–۱۹۹۸ | ۰٫۵۸۲ (۳۹٪) | ۰٫۴۴۶ (۲۱٪) | ۰٫۸۱۳ (۱۱٪) | ۲۷٫۲ (۱۸٪) | ۰٫۱۰۵ (۱۱٪)  |

|           | USD          | EUR           | EUR           | JPY         | GBP           |
| --------- | ------------ | ------------- | ------------- | ----------- | ------------- |
| ۱۹۹۹–۲۰۰۰ | ۰٫۵۸۲ (۳۹٪)  | 0.3519 (32%)  | 0.3519 (32%)  | ۲۷٫۲ (۱۸٪)  | ۰٫۱۰۵ (۱۱٪)   |
| ۲۰۰۱–۲۰۰۵ | ۰٫۵۷۷ (۴۴٪)  | ۰٫۴۲۶ (۳۱٪)   | ۰٫۴۲۶ (۳۱٪)   | ۲۱٫۰ (۱۴٪)  | ۰٫۰۹۸۴ (۱۱٪)  |
| ۲۰۰۶–۲۰۱۰ | ۰٫۶۳۲ (۴۴٪)  | ۰٫۴۱ (۳۴٪)    | ۰٫۴۱ (۳۴٪)    | ۱۸٫۴ (۱۱٪)  | ۰٫۰۹۰۳ (۱۱٪)  |
| ۲۰۱۱–۲۰۱۶ | ۰٫۶۶ (۴۱٫۹٪) | ۰٫۴۲۳ (۳۷٫۴٪) | ۰٫۴۲۳ (۳۷٫۴٪) | ۱۲٫۱ (۹٫۴٪) | ۰٫۱۱۱ (۱۱٫۳٪) |

|           | USD              | EUR              | CNY             | JPY            | GBP              |
| --------- | ---------------- | ---------------- | --------------- | -------------- | ---------------- |
| ۲۰۱۶–۲۰۲۲ | ۰٫۵۸۲۵۲ (۴۱٫۷۳٪) | ۰٫۳۸۶۷۱ (۳۰٫۹۳٪) | ۱٫۰۱۷۴ (۱۰٫۹۲٪) | ۱۱٫۹ (۸٫۳۳٪)   | ۰٫۰۸۵۹۴۶ (۸٫۰۹٪) |
| ۲۰۲۲–۲۰۲۷ | ۰٫۵۷۸۱۳ (۴۳٫۳۸٪) | ۰٫۳۷۳۷۹ (۲۹٫۳۱٪) | ۱٫۰۹۹۳ (۱۲٫۲۸٪) | ۱۳٫۴۵۲ (۷٫۵۹٪) | ۰٫۰۸۰۸۷۰ (۷٫۴۴٪) |

### ارزش‌گذاری روزانه
به دلیل نوسانات نرخ ارز، ارزش نسبی هر ارز به‌طور مداوم تغییر می‌کند، همان‌طور که ارزش XDR نیز تغییر می‌کند. صندوق بین‌المللی پول هر روز ارزش XDR را بر حسب دلار آمریکا تعیین می‌کند. آخرین ارزش دلار آمریکا XDR در وب سایت صندوق بین‌المللی پول منتشر شده است. به عنوان مثال، در ۳۱ ژانویه ۲۰۲۱، ارزش ۱٫۴۴۰۸۰ دلار آمریکا و در ۲۲ ژوئن ۲۰۲۱، ارزش ۱٫۴۲۶۴۸۰ دلار آمریکا بود.